# Pedro Messía de la Cerda
Pedro Messía Corea de la Cerda, marchese di Vega de Armijo (Cordova, 16 febbraio 1700 – Madrid, 1783), è stato un ufficiale navale ed amministratore imperiale spagnolo.
Dal 1761 al 1773 fu viceré della Nuova Granada (attuali Colombia, Venezuela, Panama ed Ecuador).

## Gioventù ed inizio carriera
Pedro Messía Corea de la Cerda fu cavaliere della Gran Croce di Giustizia del Sovrano Militare Ordine di Malta, gentiluomo di camera del re e cavaliere commendatore della Chiave d'Oro. Si arruolò in marina partecipando alla conquista della Sardegna ed alla riconquista della Sicilia. Nel 1719 prese parte a molte battaglie con gli inglesi.
Effettuò il primo viaggio nelle Indie nel 1720, e l'anno successivo fu coinvolto nella lotta al contrabbando di Cartagena e Portobelo. Nel 1726 fu promosso a tenente di fregata, e nel 1745 a capitano.
Nel 1753, mentre si trovava a Cartagena de Indias a capo di una forza militare per la lotta a corsari e contrabbandieri, incontrò il viceré, José Solís Folch de Cardona, appena giunto. Nel 1755 divenne tenente generale della marina, e due anni dopo fu nominato membro del Consiglio Supremo di Guerra.

## Viceré della Nuova Granada
Nel marzo del 1760 Messía fu nominato viceré della Nuova Granada. Giunse a Cartagena ad ottobre per assumere l'incarico. Con lui arrivò il fisico e botanico José Celestino Mutis, in seguito a capo della spedizione botanica reale che studiò flora e fauna della colonia. Messía andò a Bogotà alla fine di febbraio del 1761, e qui fu ricevuto con due cerimonie. Tornò a Cartagena nel settembre del 1762, dopo aver saputo dell'embargo britannico a L'Avana. Da qui si spostò di nuovo nella capitale nel 1763.
Su istruzioni della corona spagnola, impose una tassa sul tabacco. Si impegnò anche per stimolare la produzione mineraria della colonia. Durante il suo mandato fu creata una fabbrica di polvere da sparo nella capitale, ed una di salnitro a Tunja. Organizzò la tesoreria, rinforzando le fortificazioni di Cartagena, e promuovendo le opere pubbliche, come la strada da Bogotá a Caracas. Sostenne l'educazione di alto livello ed istituì il monopolio postale. Aumentò anche la tassa sull'aguardiente. Questo, nel maggio del 1765, portò ad una rivolta a Quito.
Aiutò il governatore di Darién a combattere le invasioni degli indiani Cuna. Portò avanti campagne militari contro Chimila e Guajiro (Wayuu), non ancora conquistati dagli spagnoli. Queste missioni non ebbero però successo. Affrontò anche un attacco indiano alla città di Coyaima, dove i ribelli avevano ucciso alcune persone, bruciando edifici ed obbligando il corregidor a fuggire. Ristabilì l'ordine a Neiva nel 1767, dopo un'altra ribellione.
Messía sostenne le missioni, anche se senza grandi risultati. Iniziò la costruzione della cattedrale di Santa Marta. La prima pietra fu posata l'8 dicembre 1766.
Eseguì l'ordine di re Carlo II di espellere i gesuiti dalla Nuova Granada (e da tutti gli altri domini spagnoli), ed istituì un meccanismo per amministrare le proprietà confiscate loro. Messía de la Cerda era amico dei gesuiti, e tentò di lenire l'asprezza dell'ordine di espulsione. Nonostante questo fu obbligato a farlo il 31 luglio 1767. In quel momento c'erano 114 sacerdoti gesuiti, 57 studenti e 56 fratelli. Molti degli espulsi si trasferirono ad Urbino, in Italia, ed alcuni, con i loro scritti, fornirono agli studiosi europei molte informazioni sulle Americhe.

## La ribellione guajira
Gli indiani Guajiro (o Wayuu, come sono oggi conosciuti) non sono mai stati soggiogati agli spagnoli. Le due fazioni erano in uno stato bellico pressoché costante. Ci furono ribellioni nel 1701 (quando distrussero una missione dei cappuccini), nel 1727 (quando oltre 2000 indiani attaccarono gli spagnoli), nel 1741, nel 1757, nel 1761 e nel 1768. Nel 1718 il governatore Soto de Herrera li definì "barbari, ladri di cavalli, meritevoli di morte, senza Dio, senza legge e senza re". Di tutti i nativi della Colombia, furono gli unici ad aver appreso l'uso delle armi da fuoco e dei cavalli.
Nel 1769 gli spagnoli catturarono 22 Guajiros per farli lavorare nelle fortificazioni di Cartagena. La reazione degli indiani fu inaspettata. Il 2 maggio 1769 a El Rincón, nei pressi del Río de la Hacha, bruciarono i villaggi spagnoli, compresa la chiesa e due cittadini che vi avevano cercato rifugio. Inoltre catturarono il prete.
Gli spagnoli organizzarono subito una spedizione da El Rincón per catturare gli indiani. Alla testa di questi uomini c'era José Antonio de Sierra, il meticcio che aveva guidato anche il gruppo che aveva catturato i 22 indigeni. I Guajiros lo riconobbero, ed obbligarono il suo gruppo a rifugiarsi nella casa del curato, a cui furono appiccate le fiamme dagli indiani. Sierra ed otto dei suoi uomini rimasero uccisi.
La notizia della vittoria si sparse subito nel territorio Guajiro, ed altri uomini si unirono alla rivolta. Secondo Messía, furono 20 000 gli indiani coinvolti. Molti di loro avevano armi da fuoco acquistate dai contrabbandieri inglesi ed olandesi, ed a volte anche dagli spagnoli. Questo permise ai ribelli di conquistare quasi tutti gli insediamenti della regione, che poi furono bruciati. Secondo le autorità, oltre 100 spagnoli furono uccisi e molti altri furono fatti prigionieri. I ribelli presero anche molti capi di bestiame.
Alcuni spagnoli si rifugiarono nel Río de la Hacha e mandarono messaggi urgenti a Maracaibo, Valle de Upar, Santa Marta e Cartagena. Cartagena mandò 100 uomini. I ribelli non erano uniti tra loro. I parenti di Sierra che si trovavano tra gli indiani presero le armi contro i ribelli per vendicarne la morte. A La Soledad fu combattuto uno scontro tra le due frazioni. Questo, e l'arrivo di rinforzi spagnoli, provocò lo scemare della rivolta, ma non prima che i Guajiro avessero riconquistato molto territorio.

## Ritorno in Spagna
Nel 1771 il re accettò la sua richiesta di tornare in Spagna, ma solo dopo l'arrivo del successore, Manuel de Guirior. Il 14 settembre 1772 partì per Cartagena, ed il mese successivo lasciò ufficialmente l'incarico a Guirior.
Visse altri dieci anni in Spagna, morendo nel 1783.